# Arboga Schackklubb
Arboga Schackklubb är en liten schackklubb i Arboga, mest känd som den svenske storspelaren Ulf Anderssons moderklubb. Som undertext under klubbnamnet på klubbens emblem återfinns textraden Klubben som fostrade Ulf Andersson.
Senast Arboga schackklubb hade ett representationslag i det allsvenska seriesystemet var säsongen 2003–2004, då man slogs i toppen av division fyra. Sedan dess har klubben inlett ett samarbete; VästerMälarstads Schackallians, med grannklubbarna Kungsörs schackklubb och Köpings Schacksällskap i division två säsongen 2005/2006.